# National (кёрлинг)
National, в настоящее время называемый KIOTI National (по названию титульного спонсора), — это турнир по керлингу, который является одним из шести соревнований, входящих в Большой шлем по кёрлингу, и является одним из четырёх «главных».
Начиная с сезона 2022 года в турнире принимают участие 16 мужских и 16 женских команд. Квалификацию получают 15 лучших команд в Мировом рейтинге, плюс «выбор спонсоров». И мужской и женский дивизионы имеют одинаковый формат - два этапа: групповой (не круговой) и плей-офф. Команды условно разделены на четыре группы по четыре команды. Команды проводят четыре матча (по одному с каждой командой из соседней группы). Составляется общий рейтинг всех 16 команд. Восемь лучших из общего рейтинга всех команд выходят в плей-офф, который проводится по Олимпийской системе.
В 2021 году этот турнир на предварительном этапе проводился по системе с выбыванием после двух поражений с участием 16 команд, а плей-офф по Олимпийской системе из 8 команд. С 2015 по 2019 год в турнире принимали участие 15 команд, разделенных на три группы по пять команд, и плей-офф по Олимпийской системе из 8 команд. С 2007 по 2014 год на турнире было три группы по шесть команд в каждой, и плей-офф по Олимпийской системе из 8 команд.
Все турниры проводятся на территории Канады. Телевизионные трансляции проходят на каналах канадской англоязычной спортивной телевизионной сети Sportsnet.

## Статистика побед
За всю историю турнира по состоянию после турнира 2024 года наибольшее количество побед среди мужчин имеют команды скипов: 
- Кевин Мартин - дважды в составе: Кевин Мартин, Джон Моррис, Марк Кеннеди, Бен Хеберт, однажды в составе: Кевин Мартин, Джон Моррис, Брент Лэинг, Бен Хеберт и однажды в составе: Кевин Мартин, Дон Валчак, Картер Райкрофт, Дон Бартлетт;
- Гленн Ховард - дважды в составе: Гленн Ховард, Ричард Харт, Коллин Митчелл, Jason Mitchell и дважды в составе: Гленн Ховард, Уэйн Мидо, Брент Лэинг, Крейг Сэвилл;
- Брэд Гушу - дважды в составе: Брэд Гушу, Марк Николс, Бретт Галлант, Джефф Уокер, однажды в составе: Брэд Гушу, Марк Николс, Райан Фрай, Джейми Кораб, однажды в составе: Брэд Гушу, Марк Николс, Эрик Харнден, Джефф Уокер.

В женском турнире по состоянию после турнира 2024 года три победы имеет команда скипа Рейчел Хоман. Дважды в составе: Рейчел Хоман, Эмма Мискью, Джоанн Кортни, Лиза Уигл и однажды в составе: Рейчел Хоман, Трэйси Флёри, Эмма Мискью, Сара Уилкс.

## Победители

### Мужчины
| Год                                             | Победитель                                                       | Финалист                                                        | Место                                       | Призовой фонд (CAD) |
| ----------------------------------------------- | ---------------------------------------------------------------- | --------------------------------------------------------------- | ------------------------------------------- | ------------------- |
| 2002 M&M Meat Shops National                    | Гленн Ховард, Харт, Ричард, Коллин Митчелл, Jason Mitchell       | Грег Маколей, Брент Пирс, Брайан Мики, Джоди Свейструп          | Су-Сент-Мари                                | 100 000             |
| 2003 National                                   | Martin Ferland, Пьер Шаретт, Michel Ferland, Marco Berthelot     | Гленн Ховард, Ричард Харт, Коллин Митчелл, Jason Mitchell       | Гумбольдт                                   | 100 000             |
| 2004 National (Янв)                             | Гленн Ховард, Ричард Харт, Коллин Митчелл, Jason Mitchell        | Джефф Стоутон, Джон Мид, Гарри Ванденберге, Стив Гулд           | Принс-Альберт                               | 100 000             |
| 2004 BDO Curling Classic (Ноя)                  | Кевин Мартин, Дон Валчак, Картер Райкрофт, Дон Бартлетт          | Джефф Стоутон, Джон Мид, Гарри Ванденберге, Стив Гулд           | Гамильтон                                   | 100 000             |
| 2005 National                                   | Уэйн Мидо, Питер Корнер, Phil Loevenmark, Скотт Бейли            | Пэт Симмонс, Jeff Sharp, Бен Хеберт, Steve Laycock              | Порт-Хоксбери                               | 100 000             |
| 2007 National (Март)                            | Кевин Мартин, Джон Моррис, Марк Кеннеди, Бен Хеберт              | Блэйк Макдональд, Кевин Куи, Картер Райкрофт, Нолан Тиссен      | Порт-Хоксбери                               | 100 000             |
| 2007 National (Дек)                             | Кевин Мартин, Джон Моррис, Брент Лэинг, Бен Хеберт               | Блэйк Макдональд, Кевин Куи, Картер Райкрофт, Нолан Тиссен      | Порт-Хоксбери                               | 100 000             |
| 2008 National                                   | Уэйн Мидо, Джон Мид, Джон Эппинг, Скотт Бейли*                   | Брэд Гушу, Марк Николс, Райан Фрай, Джейми Кораб                | Квебек                                      | 100 000             |
| 2010 National (Янв, сезон 2009-10)              | Брэд Гушу, Марк Николс, Райан Фрай, Джейми Кораб                 | Дэвид Недохин, Рэнди Фёрби, Скотт Пфейфер, Марсель Рок          | Гуэлф                                       | 100 000             |
| 2010 Swiss Chalet National (Дек, сезон 2010-11) | Кевин Мартин, Джон Моррис, Марк Кеннеди, Бен Хеберт              | Джефф Стоутон, Джон Мид, Рид Карразерс, Стив Гулд               | Вернон                                      | 100 000             |
| 2012 Pomeroy Inn & Suites National              | Гленн Ховард, Уэйн Мидо, Брент Лэинг, Крейг Сэвилл               | Кевин Мартин, Джон Моррис, Марк Кеннеди, Бен Хеберт             | Досон-Крик                                  | 100 000             |
| 2013 National                                   | Джефф Стоутон, Джон Мид, Рид Карразерс, Марк Николс              | Майк Макьюэн, Би Джей Ньюфелд, Мэтт Возняк, Дэнни Ньюфелд       | Порт-Хоксбери, Новая Шотландия              | 100 000             |
| 2014 Syncrude National (Март)                   | Гленн Ховард, Уэйн Мидо, Брент Лэинг, Крейг Сэвилл               | Брэд Гушу, Бретт Галлант, Адам Кейси, Джефф Уокер               | Форт Мак-Муррей, Альберта                   | 100 000             |
| 2014 Syncrude National (Ноя)                    | Майк Макьюэн, Би Джей Ньюфелд, Мэтт Возняк, Дэнни Ньюфелд        | Брэд Джейкобс, Райан Фрай, Эрик Харнден, Райан Харнден          | Су-Сент-Мари, Онтарио                       | 100 000             |
| 2015 National                                   | Брэд Гушу, Марк Николс, Бретт Галлант, Джефф Уокер               | Рид Карразерс, Брэйден Москови, Derek Samagalski, Colin Hodgson | Ошава, Онтарио                              | 100 000             |
| 2016 Boost National                             | Брэд Джейкобс, Райан Фрай, Эрик Харнден, Райан Харнден           | Рид Карразерс, Брэйден Москови, Derek Samagalski, Colin Hodgson | Су-Сент-Мари                                | 125 000             |
| 2017 Boost National                             | Брюс Моуэт, Грант Харди, Бобби Лэмми, Макмиллан, Хэмми           | Ким Чхан Мин, Сон Се Хён, О Ын Су, Ли Ги Бок                    | Су-Сент-Мари                                | 125 000             |
| 2018 Boost National                             | Росс Патерсон, Кайл Уодделл, Дункан Мензис, Майкл Гудфеллоу      | Брюс Моуэт, Грант Харди, Бобби Лэмми, Хэмми Макмиллан           | Консепшен-Бей-Саут, Ньюфаундленд и Лабрадор | 125 000             |
| 2019 Boost National                             | Брэд Джейкобс, Марк Кеннеди, Эрик Харнден, Райан Харнден         | Никлас Эдин, Оскар Эрикссон, Расмус Врано, Кристофер Сундгрен   | Консепшен-Бей-Саут, Ньюфаундленд и Лабрадор | 150 000             |
| 2021 Boost National                             | Брэд Гушу, Марк Николс, Бретт Галлант, Джефф Уокер               | Брюс Моуэт, Грант Харди, Бобби Лэмми, Хэмми Макмиллан           | Chestermere, Alberta                        | 150 000             |
| 2022 Boost National                             | Брэд Гушу, Марк Николс, Эрик Харнден, Джефф Уокер                | Никлас Эдин, Оскар Эрикссон, Расмус Врано, Кристофер Сундгрен   | Норт-Бей                                    | 150 000             |
| 2023                                            | Жоэль Реторна, Амос Мозанер, Себастьяно Арман, Маттия Джованелла | Никлас Эдин, Оскар Эрикссон, Расмус Врано, Кристофер Сундгрен   | Графство Пикту, Новая Шотландия             | 200 000             |
| 2024                                            | Брюс Моуэт, Грант Харди, Бобби Лэмми, Хэмми Макмиллан            | Брэд Джейкобс, Марк Кеннеди, Бретт Галлант, Бен Хеберт          | Сент-Джонс, Ньюфаундленд и Лабрадор         | 200 000             |

*Максим Эльмале играл в финале.

### Женщины
| Год  | Победитель                                                                  | Финалист                                                                      | Место                                       | Призовой фонд (CAD) |
| ---- | --------------------------------------------------------------------------- | ----------------------------------------------------------------------------- | ------------------------------------------- | ------------------- |
| 2015 | Рейчел Хоман, Эмма Мискью, Джоанн Кортни, Лиза Уигл                         | Трэйси Флёри, Кристал Уэбстер, Jenna Walsh, Jenn Horgan                       | Ошава, Онтарио                              | 100 000             |
| 2016 | Керри Эйнарсон, Селена Ньегован, Лиз Файф, Кристин Маккуиш                  | Сильвана Тиринцони, Кэти Овертон-Клэпем, Эстер Нойеншвандер, Марлене Альбрехт | Су-Сент-Мари                                | 100 000             |
| 2017 | Дженнифер Джонс, Кейтлин Лоус, Джилл Оффисер, Дон Макьюэн                   | Кейси Шейдеггер, Cary-Anne McTaggart, Jessie Scheidegger, Кристи Мур          | Су-Сент-Мари                                | 125 000             |
| 2018 | Рейчел Хоман, Эмма Мискью, Джоанн Кортни, Лиза Уигл                         | Керри Эйнарсон, Валери Свитинг, Шэннон Бёрчард, Бриан Харрис                  | Консепшен-Бей-Саут, Ньюфаундленд и Лабрадор | 100 000             |
| 2019 | Анна Хассельборг, Сара Макманус, Агнес Кнохенхауэр, София Мабергс           | Дженнифер Джонс, Кейтлин Лоус, Джоселин Петерман, Лора Уокер                  | Консепшен-Бей-Саут, Ньюфаундленд и Лабрадор | 150 000             |
| 2021 | Анна Хассельборг, Сара Макманус, Агнес Кнохенхауэр, София Мабергс           | Трэйси Флёри, Селена Ньегован, Лиз Файф, Кристин Маккуиш                      | Chestermere, Альберта                       | 150 000             |
| 2022 | Алина Пец, Сильвана Тиринцони (скип), Карол Ховальд, Бриар Шваллер-Хюрлиман | Керри Эйнарсон, Валери Свитинг, Шэннон Бёрчард, Бриан Харрис                  | Норт-Бей                                    | 150 000             |
| 2023 | Ким Ынджи, Ким Мин Джи, Ким Су Джи, Соль Е Ын, Соль Е Джи                   | Рейчел Хоман, Трэйси Флёри, Эмма Мискью, Сара Уилкс                           | Графство Пикту, Новая Шотландия             | 200 000             |
| 2024 | Рейчел Хоман, Трэйси Флёри, Эмма Мискью, Сара Уилкс                         | Анна Хассельборг, Сара Макманус, Агнес Кнохенхауэр, София Мабергс             | Сент-Джонс, Ньюфаундленд и Лабрадор         | 200 000             |